# Pierre Auger
Pierre Victor Auger (14. května 1899 Paříž – 25. prosince 1993) byl francouzský fyzik. Zabýval se atomovou, jadernou fyzikou a studiem kosmického záření.
Vyučoval na katedře teoretické fyziky a astrofyziky, později na katedře kvantové fyziky a fyziky teorie relativity. Auger byl prvním ředitelem Evropské rady kosmického výzkumu, jedné z organizací, ze kterých později vznikla agentura ESA. Podílel se také na založení mezinárodních organizací CERN a UNESCO.

## Vědecké objevy
Jeho jménem je označován Augerův jev, při němž atomy emitují tzv. Augerovy elektrony, ačkoliv tento proces objevila již o několik let dříve rakouská fyzička Lise Meitnerová.
Významný je jeho přínos v oblasti výzkumu kosmického záření. V roce 1937 pozoroval, že proud částic kosmického záření je větší směrem od západu, a že dva od sebe vzdálené Geigerův–Müllerovy detektory dávají větší četnost současných impulsů než by odpovídalo náhodným koincidencím. Jev sice byl naměřen již dříve, ale Auger jej jako první správně intepretoval tak, že vysokoenergetické primární kosmické částice interagují s jádry prvků ve výšce atmosféry a iniciují kaskádu sekundárních interakcí, které vedou ke spršce elektronů a fotonů dopadající na povrch Země.
Jeho jméno nese také největší zařízení pro detekci kosmického záření – Observatoř Pierra Augera v Argentině.